# Петко Јованчић
Петко Јованчић (Кнез Село, 1942 — Ниш, 15. новембар 2015) био је мајстор кулинарства и један од најпознатијих нишких кувара.

## Биографија
Петко Јованчић је рођен 1942. године у Кнез Селу. После завршетка основне школе намеравао је да упише машинску школу и постане бравар. Школска комисија је проценила да због ситне грађе није за машинског радника. У Народним новинама је видео оглас за упис у Угоститељску школу и одлучио да упише смер за келнера. Пошто је понављао разред одлучио је да промени смер и тако уписао куварски смер. На овом смеру се добро показао и добио стипендију угоститељског предузећа „Унион”. После тога добија стипендију за усавршавање у Београду. Наставник му је био Душан Шкрба, лични кувар Јосипа Броза Тита. Учествовао је у припремању специјалитета за Титове госте и за два Титова рођендана. Водио је ресторан Електронске индустрије. Радио је у елитним нишким хотелима и ресторанима. Најдуже је радио у нишком ресторану „Центротурист”. Путовао је по европским престоницама где је упознао стране кухиње. Отворио је школу кувања која је била изузетно посећена, али је због бирократских проблема затворена. Био је члан стручног савета „Удружења угоститељско туристичких посленика-Ниш”. Отац је две кћери. Преминуо је 15. новембра 2015. године у Нишу, а сахрањен је 16. новембра у Кнез Селу.

## Књиге
Своје кулинарско искуство преточио је у неколико књига.
- Стара српска јела, 1991.[4]
- Петков кувар, 1995.[5]
- Свет гастрономије, 1997.[6]
- Свет гастрономије 2, 2000.[7]
- Кување без тајни, 2002.[8]
- Кувај и уживај, 2006.[9]
- Свет гастрономије 3, 2009.[10]
- Јела из конака манастира Свети Прохор Пчињски[11]

Већину књига написао је у сарадњи са колегом Зораном Мирашевићем.

## Награде
На такмичењима у земљи и иностранству је освојио 27 медаља.
- Награда за животно дело и златна повеља за угоститељски подвиг „САЦЕН”, 1997. године.[1]

## Занимљивости
- Кувао је специјалитете за Јосипа Броза Тита, Елизабет Тејлор и Ричарда Бартона, као и за многе друге познате личности.[2]
- Припремао је специјалитете за два Титова рођендана.

Рецепт за здрав живот Петка Јованчића је умереност и:
Хлеб од јуче, месо од данас, а вино од макар годину дана.